# Autognetidae
Autognetidae é uma família de ácaros pertencentes à ordem Sarcoptiformes.
Géneros:
- Austrogneta Balogh & Csiszár, 1963
- Autogneta Hull, 1916
- Conchogneta Grandjean, 1963
- Cosmogneta Grandjean, 1960
- Eremobodes Jacot, 1937
- Parautogneta Golosova, 1974
- Raphigneta Grandjean, 1960
- Rhaphigneta Grandjean, 1960
- Triautogneta Fujikawa, 2009